# Vers-Pont-du-Gard
Vers-Pont-du-Gard település Franciaországban, Gard megyében. Lakosainak száma 1758 fő (2022. január 1.). Vers-Pont-du-Gard Argilliers, Castillon-du-Gard, Collias, Flaux, Lédenon, Remoulins, Saint-Bonnet-du-Gard és Saint-Siffret községekkel határos.

## Népesség
A település népessége az elmúlt években az alábbi módon változott:
| Lakosok száma | 644  | 924  | 1110 | 1566 | 1824 | 1871 | 1850 | 1794 | 1785 | 1758 |
|               | 1968 | 1982 | 1990 | 2006 | 2013 | 2015 | 2017 | 2019 | 2020 | 2022 |